# Fanny Geefs

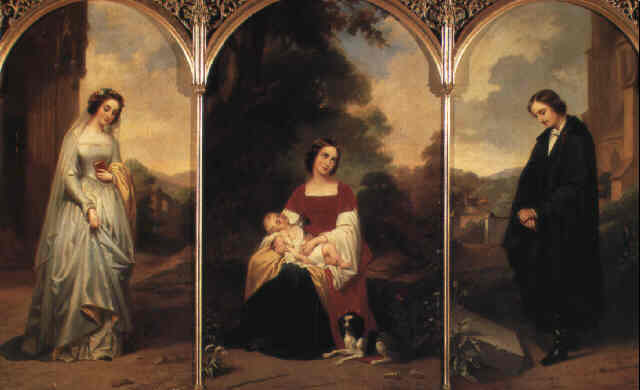
Tryptyk – Życie kobiety

Fanny Geefs, z domu Corr (ur. 2 maja 1807 w Brukseli, zm. 23 stycznia 1883 w Schaerbeek) – belgijska malarka pochodzenia irlandzkiego.
Urodziła się jako Isabelle Marie Françoise Corr. Sztuką interesowała się od dziecka. Studiowała w Brukseli pod kierunkiem François-Josepha Naveza. Malowała portrety, sceny rodzajowe i historyczne. Od 1836 była żoną znanego belgijskiego rzeźbiarza Guillaume'a Geefsa. Pracowała na zlecenie belgijskiej rodziny królewskiej, m.in. wykonała kilka portretów królowej Ludwiki Marii Orleańskiej. Po śmierci artystki w 1883 Koninklijke Bibliotheek nabyła dużą kolekcję jej dzieł.
Fanny miała dwóch braci, Erin Corr (1803–1862) był znanym grawerem, a Henri Corr (1810–1875) inżynierem i malarzem.

## Literatura dodatkowa
- W. Nys, A.-M. Claessens-Peré et A.-M. ten Bokum, Joseph Germain Dutalis 1780–1852. Orfèvre du Roi Guillaume Ier, Anvers, 2004, ss. 39 i 53.